# Hôtel Villa-Navarre
L’hôtel Villa-Navarre est un établissement hôtelier de luxe classé cinq étoiles, situé au no 59, avenue Trespoey à Pau, dans le département français des Pyrénées-Atlantiques, en région Nouvelle-Aquitaine.

## Historique
Selon la légende, le bâtiment actuel est construit sur ce qui est alors, au XVIIe siècle, un vaste domaine appelé « ferme Marguerite de Navarre », et où se sont succédé trois édifices avant lui.
La villa actuelle est construite entre 1865 et 1870 par et pour l’architecte parisien Auguste Guillemin. Après sa disparition, en 1877, son épouse fait agrandir la villa par l’architecte palois Lucien Cottet. Celui-ci lui propose un premier plan dès 1878, puis plusieurs autres en 1888, année durant laquelle commencent les travaux d’agrandissement.
Au début du XXe siècle, les héritiers Guillemin vendent la villa à M. Honoré en 1905, qui y décède en 1919, puis celle-ci est vendue à Mme Ridgway en 1926, laquelle y fait construire une chapelle et l’occupe jusqu’en 1930. Cette même année, elle est à nouveau vendue au député et homme d’affaires Henri Lillaz. La villa est acquise en 1939, peu de temps avant le début de la Seconde Guerre mondiale par le couple Charles et Grace Beigbeder.
En 2002, Jean-Michel Beigbeder, leur fils, se sépare de la villa en faveur de Patrick De Stampa qui y fait procéder à une vaste campagne de travaux, orchestrée par le cabinet d’architectes palois Camborde & Lamaison, en vue de la transformer en hôtel.
L’hôtel est vendu en 2011, à l’écrivain Frédéric Beigbeder, au rugbyman Stéphane Carella ainsi qu’au basketteur Boris Diaw.
En 2015, Frédéric Beigbeder revend ses parts à ses deux associés et est remplacé par un nouvel actionnaire, Marc Tournier qui prend possession de 23 % des parts de l’établissement.
En 2019, l’établissement lance un nouveau restaurant « Le Bistrot Ruffet » sous la houlette du chef Stéphane Carrade.
L'édifice a accueilli, depuis ses débuts, bon nombre de personnalités comme Paul-Jean Toulet, Roger Hanin, Vincent Lindon, Isabelle Carré, Zaha Hadid, Lance Armstrong, Marat Safin, Tony Parker, Cut Killer, JoeyStarr, Éric Judor, Vanessa Demouy, Philippe Lellouche, Ariane Brodier, Ora-ïto.

## Architecture et description
Le bâtiment primitif de 1870 se compose alors uniquement du pavillon central. Les travaux de 1888 ajoutent un imposant pavillon de pierre à l’ouest, ainsi que deux tourelles encadrant l’entrée principale au nord.
Lors de la transformation de l’édifice en hôtel, en 2002, les anciennes écuries sont réaménagées pour accueillir les 18 chambres « Classique » et « Supérieure » de l’établissement, tandis que le bâtiment historique accueille les 12 autres chambres dont les suites, mais également le restaurant « Bistrot Ruffet » au rez-de-chaussée et le spa en sous-sol.
Une piscine est également présente au sein du vaste parc de deux hectares.